# Are You the One? El Match Perfecto
Are You the One? El Match Perfecto é a versão latino-americana do reality show americano Are You the One?, produzido pela Teleset e exibido pela MTV Latinoamérica com apresentação do ator mexicano Roberto Carlo, estreou em 20 de setembro de 2016 com exibição nas noites de terça.
As gravações do programa foram realizadas na praia de Las Terrenas em Samaná, República Dominicana, onde um grupo de 20 solteiros ficaram juntos e confinados em uma casa dos sonhos, sem acesso à Internet ou redes sociais durante várias semanas para encontrar a sua alma gêmea e ganhar um prêmio de 150.000 mil dólares.
"Estamos muito animados de trazer Are You the One? El Match Perfecto para a América Latina, um reality show fresco e viciante, cheio de diversão, conflitos, drama e romance", comenta Tiago Worcman, Vice-presidente sênior de programação e conteúdo da MTV Latinoamérica e Brasil. "Este experimento social vai testar o instinto insaciável de ganhar frente contra a linha que existe entre a paixão e o amor verdadeiro. O público da MTV tem acompanhado a versão original e a versão brasileira por várias temporadas e sua grande base de fãs prova que há um grande interesse entre os jovens para encontrar o amor".

## Temporadas
| Temporada | Temporada | Transmissão original    | Transmissão original   | Número de participantes | Todos os pares foram encontrados? | Prêmio     |
| Temporada | Temporada | Estreia de temporada    | Final de temporada     | Número de participantes | Todos os pares foram encontrados? | Prêmio     |
| --------- | --------- | ----------------------- | ---------------------- | ----------------------- | --------------------------------- | ---------- |
|           | 1         | 20 de julho de 2016     | 22 de novembro de 2016 | 20                      | Sim                               | US$150,000 |
|           | 2         | 12 de fevereiro de 2018 | 6 de maio de 2018      | 24                      | Sim                               | US$200,000 |

## 1ª Temporada - Las Terrenas, República Dominicana
Filmada em Las Terrenas, República Dominicana.
A primeira temporada estreou em 20 de setembro de 2016.

### Participantes[4]
| Nome                 | Idade | Cidade natal     |
| -------------------- | ----- | ---------------- |
| Andrés De La Mora    | 21    | Guadalajara      |
| Cristian Moreno      | 27    | Medellín         |
| Diego Contreras      | 27    | Guadalajara      |
| Esteban López        | 29    | Medellín         |
| Jesús Julián Soto    | 24    | Sinaloa          |
| Johnny Prado         | 25    | Cidade do México |
| Juan Carlos Ramírez  | 29    | Cidade do México |
| Roberto Grecco López | 26    | Bogota           |
| Rogelio Rodríguez    | 26    | Monterrey        |
| Saulo Miralles       | 27    | Mar del Plata    |

| Nome                   | Idade | Cidade natal     |
| ---------------------- | ----- | ---------------- |
| Aida Rojo              | 19    | Hermosillo       |
| Daniela Pillot         | 27    | Cidade do México |
| Edna Ferrin            | 25    | Medellín         |
| Jenniffer Quintero     | 23    | Medellín         |
| Katherine Mora         | 25    | San José         |
| Marcela Abreu          | 28    | Cidade do México |
| María Fernanda Morales | 20    | Cidade do México |
| María José Sánchez     | 27    | Cidade do México |
| Natalia Catalá         | 24    | Cidade do México |
| Rosita Arias           | 27    | Medellín         |

### Progresso
| Andrés          | Katherine      | Katherine      | Aida           | Katherine      | Katherine      | Katherine      | Jennifer       | Edna           | Daniela        | Natalia        |
| Cristian        | Marcela        | Natalia        | Edna           | Natalia        | Natalia        | Natalia        | Katherine      | Katherine      | Katherine      | Katherine      |
| Diego           | Jenniffer      | Jenniffer      | Marcela        | María Fernanda | Jenniffer      | Jenniffer      | Aida           | María José     | Natalia        | Edna           |
| Esteban         | María José     | María José     | María José     | María José     | María Fernanda | María José     | María Fernanda | Natalia        | Edna           | Daniela        |
| Julián          | Daniela        | Daniela        | Daniela        | Daniela        | Daniela        | Daniela        | Edna           | Jenniffer      | Jenniffer      | Jenniffer      |
| Johnny          | Natalia        | Marcela        | Katherine      | Marcela        | Marcela        | Edna           | Natalia        | Marcela        | Marcela        | Marcela        |
| Juan Carlos     | Rosita         | Rosita         | Rosita         | Rosita         | Rosita         | Rosita         | Rosita         | Rosita         | Rosita         | Rosita         |
| Roberto         | Aida           | Aida           | Natalia        | Aida           | Aida           | Aida           | María José     | Aida           | Aida           | Aida           |
| Rogelio         | María Fernanda | María Fernanda | María Fernanda | Jenniffer      | María José     | María Fernanda | Daniela        | María Fernanda | María Fernanda | María Fernanda |
| Saulo           | Edna           | Edna           | Jenniffer      | Edna           | Edna           | Marcela        | Marcela        | Daniela        | María José     | María José     |
| Pares Perfeitos | 3              | 4              | 2              | 3              | 3              | 3              | 2              | 6              | 7              | 10             |

| Aida            | Roberto     | Roberto     | Andrés      | Roberto     | Roberto     | Roberto     | Diego       | Roberto     | Roberto     | Roberto     |
| Daniela         | Julián      | Julián      | Julián      | Julián      | Julián      | Julián      | Rogelio     | Saulo       | Andrés      | Esteban     |
| Edna            | Saulo       | Saulo       | Cristian    | Saulo       | Saulo       | Johnny      | Julián      | Andrés      | Esteban     | Diego       |
| Jenniffer       | Diego       | Diego       | Saulo       | Rogelio     | Diego       | Diego       | Andrés      | Julián      | Julián      | Julian      |
| Katherine       | Andrés      | Andrés      | Johnny      | Andrés      | Andrés      | Andrés.     | Cristian    | Cristian    | Cristian    | Cristian    |
| Marcela         | Cristian    | Johnny      | Diego       | Johnny      | Johnny      | Saulo       | Saulo       | Johnny      | Johnny      | Johnny      |
| María Fernanda  | Rogelio     | Rogelio     | Rogelio     | Diego       | Esteban     | Rogelio     | Esteban     | Rogelio     | Rogelio     | Rogelio     |
| María José      | Esteban     | Esteban     | Esteban     | Esteban     | Rogelio     | Esteban     | Roberto     | Diego       | Saulo       | Saulo       |
| Natalia         | Johnny      | Cristian    | Roberto     | Cristian    | Cristian    | Cristian    | Johnny      | Esteban     | Diego       | Andrés      |
| Rosita          | Juan Carlos | Juan Carlos | Juan Carlos | Juan Carlos | Juan Carlos | Juan Carlos | Juan Carlos | Juan Carlos | Juan Carlos | Juan Carlos |
| Pares Perfeitos | 3           | 4           | 2           | 3           | 3           | 3           | 2           | 6           | 7           | 10          |

Notas
 Nome  Par Perfeito confirmado
 Nome  Par Perfeito não confirmado
Uma vez que a cabine da verdade confirma um par ideal, o casal sai da casa e vai para a lua de mel e só voltam para a cerimônia dos pares.

### Cabine da Verdade
| Casal                   | Episódio | Resultado        |
| ----------------------- | -------- | ---------------- |
| Andrés & María Fernanda | 1        | Par Incompatível |
| Cristian & Marcela      | 2        | Par Incompatível |
| Diego & Jenniffer       | 3        | Par Incompatível |
| Andrés & Katherine      | 4        | Par Incompatível |
| Cristian & Natalia      | 5        | Par Incompatível |
| Juan Carlos & Rosita    | 6        | Par Ideal        |
| Cristian & Daniela      | 7        | Par Incompatível |
| Roberto & Aida          | 8        | Par Ideal        |
| Saulo & Daniela         | 9        | Par Incompatível |
| Saulo & María José      | 10       | Par Ideal        |

## 2.ª temporada - Trancoso, Brasil
Filmada em Trancoso, Bahia. E sob comando do novo apresentador Vadhir Derbez, a segunda temporada estreou em 12 de fevereiro de 2018.

### Participantes[8]
| Nome                   | Idade | Cidade natal     |
| ---------------------- | ----- | ---------------- |
| Adolfo De La Fuente    | 27    | Cidade do México |
| Adrian Bluper          | 27    | Cidade do México |
| Andres Gonzalez        | 23    | Medellín         |
| Clovis Nienow          | 24    | Cidade do México |
| Cristobal Fuentes      | 23    | Santiago         |
| Daniel "Dan" Henry     | 23    | Guadalajara      |
| Eduardo Rivera         | 26    | Tampico          |
| Israel "Rudo" Rudovsky | 30    | Guadalajara      |
| Kevin Caicedo          | 23    | Barranquilla     |
| Mario Albornoz         | 26    | Cidade do México |
| Michell Campos         | 23    | Cidade do México |
| Victor Sanchez         | 26    | Cidade do México |

| Nome                     | Idade | Cidade natal     |
| ------------------------ | ----- | ---------------- |
| Andrea "Andy" Chavez     | 23    | Chihuahua        |
| Angie Castro             | 23    | Barranquilla     |
| Connie Moll              | 23    | Santiago         |
| Diana Molina             | 24    | Sonora           |
| Dianey Sahagun           | 21    | Guadalajara      |
| Elizabeth Varela         | 21    | Tepic            |
| Frida Alarcón            | 20    | Cidade do México |
| Mariana Delgado          | 22    | Caracas          |
| Patricia "Paty" Carbajal | 24    | Cidade do México |
| Quetzalli Bulnes         | 29    | Cidade do México |
| Sharon Yañez             | 21    | Cidade do México |
| Talia Loaiza             | 28    | Cidade do México |

### Progresso
| Adolfo          | Frida     | Frida     | Frida     | Andy      | Andy      | Quetzali  | Mariana   | Quetzali  | Paty      | Quetzali  | Quetzali  | Quetzali  |
| Adrian          | Mariana   | Mariana   | Diana     | Diana     | Diana     | Sharon    | Diana     | Diana     | Diana     | Elizabeth | Dianey    | Paty      |
| Andres          | Quetzali  | Quetzali  | Quetzali  | Quetzali  | Quetzali  | Talía     | Dianey    | Sharon    | Elizabeth | Frida     | Diana     | Frida     |
| Clovis          | Angie     | Angie     | Angie     | Angie     | Angie     | Paty      | Angie     | Angie     | Angie     | Talía     | Angie     | Angie     |
| Cristobal       | Talía     | Talía     | Talía     | Talía     | Connie    | Mariana   | Talía     | Talía     | Talía     | Angie     | Talía     | Talía     |
| Dan             | Elizabeth | Elizabeth | Elizabeth | Elizabeth | Elizabeth | Angie     | Frida     | Dianey    | Connie    | Sharon    | Dan       | Diana     |
| Eduardo         | Sharon    | Sharon    | Paty      | Paty      | Paty      | Frida     | Paty      | Mariana   | Frida     | Connie    | Frida     | Dianey    |
| Rudo            | Connie    | Connie    | Connie    | Connie    | Talía     | Elizabeth | Quetzali  | Paty      | Sharon    | Diana     | Mariana   | Mariana   |
| Kevin           | Paty      | Diana     | Mariana   | Mariana   | Mariana   | Diana     | Sharon    | Frida     | Dianey    | Mariana   | Elizabeth | Elizabeth |
| Mario           | Diana     | Paty      | Sharon    | Sharon    | Sharon    | Connie    | Elizabeth | Connie    | Mariana   | Dianey    | Sharon    | Sharon    |
| Michell         | Andy      | Andy      | Andy      | Frida     | Frida     | Andy      | Andy      | Andy      | Andy      | Andy      | Andy      | Andy      |
| Victor          | Dianey    | Dianey    | Dianey    | Dianey    | Dianey    | Dianey    | Connie    | Elizabeth | Quetzali  | Paty      | Connie    | Connie    |
| Correct Matches | 3         | 3         | 4         | 3         | 2         | 2         | 4         | 4         | 3         | 2         | 8         | 12        |

| Andy            | Michell   | Michell   | Michell   | Adolfo    | Adolfo    | Michell   | Michell   | Michell   | Michell   | Michell   | Michell   | Michell   |
| Angie           | Clovis    | Clovis    | Clovis    | Clovis    | Clovis    | Dan       | Clovis    | Clovis    | Clovis    | Cristobal | Clovis    | Clovis    |
| Connie          | Rudo      | Rudo      | Rudo      | Rudo      | Cristobal | Mario     | Victor    | Mario     | Dan       | Eduardo   | Victor    | Víctor    |
| Diana           | Mario     | Kevin     | Adrian    | Adrian    | Adrian    | Kevin     | Adrian    | Adrian    | Adrian    | Rudo      | Andres    | Dan       |
| Dianey          | Victor    | Victor    | Victor    | Victor    | Victor    | Victor    | Andrés    | Dan       | Kevin     | Mario     | Adrian    | Eduardo   |
| Elizabeth       | Dan       | Dan       | Dan       | Dan       | Dan       | Rudo      | Mario     | Victor    | Andrés    | Adrian    | Kevin     | Kevin     |
| Frida           | Adolfo    | Adolfo    | Adolfo    | Michell   | Michell   | Eduardo   | Dan       | Kevin     | Eduardo   | Andres    | Eduardo   | Andres    |
| Mariana         | Adrian    | Adrian    | Kevin     | Kevin     | Kevin     | Cristobal | Adolfo    | Eduardo   | Mario     | Kevin     | Rudo      | Rudo      |
| Paty            | Kevin     | Mario     | Eduardo   | Eduardo   | Eduardo   | Clovis    | Eduardo   | Rudo      | Adolfo    | Victor    | Dan       | Adrian    |
| Quetzalli       | Andrés    | Andrés    | Andrés    | Andrés    | Andrés    | Adolfo    | Rudo      | Adolfo    | Victor    | Adolfo    | Adolfo    | Adolfo    |
| Sharon          | Eduardo   | Eduardo   | Mario     | Mario     | Mario     | Adrian    | Kevin     | Andrés    | Rudo      | Dan       | Mario     | Mario     |
| Talía           | Cristobal | Cristobal | Cristobal | Cristobal | Rudo      | Andrés    | Cristobal | Cristobal | Cristobal | Clovis    | Cristobal | Cristobal |
| Correct Matches | 3         | 3         | 4         | 3         | 2         | 2         | 4         | 4         | 3         | 2         | 8         | 12        |

Notes
 Nome  Par Ideal Confirmado  Nome  Par Ideal Não Confirmado
Uma vez que a "Cabine da verdade" confirma um "Par Ideal", o casal sai da casa e vai pra uma "Lua de Mel" e só voltam para a "Cerimônia dos Pares".

### Cabine da Verdade
| Casal              | Episódio | Resultado        |
| ------------------ | -------- | ---------------- |
| Adolfo & Elizabeth | 3        | Par Incompatível |
| Kevin & Paty       | 8        | Par Incompatível |
| Michel & Frida     | 13       | Par Incompatível |
| Dan & Elizabeth    | 18       | Par Incompatível |
| Clovis & Connie    | 23       | Par Incompatível |
| Victor & Sharon    | 28       | Par Incompatível |
| Victor & Dianey    | 33       | Par Incompatível |
| Eduardo & Paty     | 38       | Par Incompatível |
| Mario & Quetzali   | 43       | Par Incompatível |
| Michell y Andy     | 48       | Par Ideal        |
| Mario y Sharon     | 53       | Par Ideal        |
| Eduardo y Dianey   | 58       | Par Ideal        |